# Bonga (Bourzanga)
Pour les articles homonymes, voir Bonga.
Bonga est une localité du département du Bourzanga, dans la province de Bam, dans le Centre-Nord, au Burkina Faso. 

## Population
Lors du recensement de 2006, on y a dénombré 551 habitants. 